# San Cono (Catania)
San Cono település Olaszországban, Szicília régióban, Catania megyében. Lakosainak száma 2416 fő (2023. január 1.). San Cono San Michele di Ganzaria, Mazzarino és Piazza Armerina községekkel határos.

## Népesség
A település lakossága az elmúlt években az alábbi módon változott:
| Lakosok száma | 2662 | 2656 | 2416 |
|               | 2017 | 2018 | 2023 |